# Brindis por Pierrot
Brindis por Pierrot es un tema musical compuesto por el uruguayo Jaime Roos y editado originalmente por el sello discográfico Orfeo en 1985 en el álbum del mismo nombre. Fue escrita entre los años 1984 y 1985 y concebida para que la estrenara la murga Falta y Resto y en la voz solista, Canario Luna, quien integraba la murga en ese momento. Luego de su estreno, la canción se transformó rápidamente en un éxito, convirtiendo a Jaime Roos en uno de los músicos populares más importantes de Uruguay y a Canario Luna en una de las voces más representativas del carnaval uruguayo. Tiempo después Jaime Roos y Canario Luna tuvieron diferencias que los llevaron a distanciarse. Roos no volvió a interpretar la  canción pero  el Canario la incluía  dentro de  su repertorio habitual. Es considerada una de las canciones más representativas de la música popular uruguaya.

## Texto
La canción consta estrofas alternadas interpretadas por el cantante que representa a un borracho que se encuentra en el mostrador de un bar y un coro de murga que se refiere a él en tercera persona. El personaje del borracho va integrando en su alocución distintos personajes y situaciones del pasado, el mundo carnavalero, la política, el boxeo y la bohemia de la ciudad como una representación típica de las conversaciones de boliche. Asimismo hace referencia a su propia angustia, soledad y muerte. Jaime Roos describe la canción como un "himno a la bohemia", la cual describe como "vivir un poco jugado" y "vivir en el límite, sin retaguardia y muy expuesto a la soledad, la enfermedad y la muerte". Por su parte, el "Canario" Luna afirma "la bohemia son los amigos, la bohemia es el café, jugar un truco, jugar una mesa al casín, tomar copas".
La letra utiliza muchas palabras del español rioplatense propias de Uruguay y jerga del mundo carnavalero y nocturno ("changüí" dar ventaja en las copas, "el zurdo" el corazón, "trillar" recorrer una avenida).

## Estructura musical
Musicalmente, las partes A y B de la canción son tangos, mientras que la sección final recibe inspiración al estilo de samba brasilero de fines de los años 1950 tocado por los Demonios da Garoa. Estos géneros musicales están interpretados con una batería de murga (bombo, platillo y redoblantes), la cual lo toca con un tiempo lento y con la forma de murga-candombe.

## Letra y análisis
No lo vieron a Molina

Que no pisa más el bar

Dónde está la Gran Muñeca

Que no trilla el bulevar

Esta noche es de recuerdos

Este brindis por Pierrot

Volverás Mario Benítez

Con tu Línea Maginot

Esta estrofa introduce al personaje y lo coloca en la posición de estar realizando un brindis en homenaje a Pierrot, el cual es un personaje de la Comedia del arte, presente en diversos carnavales y caracterizado por su tristeza y por estar enamorado de imposibles, como la Luna o Colombina.
Manifiesta asimismo su intención de acudir a sus recuerdos esa noche y comienza mencionando a varios personajes representativos de la cultura uruguaya. Entre estos se encuentran, el murguista Ruben Molina, un integrante de Araca la Cana que además fue su factótum en 1969, cuando "La Bruta" ganó su segundo Concurso de Agrupaciones Carnavalescas del Uruguay, el conjunto murguero La Gran Muñeca y el boxeador Mario Benítez, que a su vez era el representante de la murga Línea Maginot.

Qué será de los porteños

Ocupando el Liberaij

Qué dirá La Nueva Ola

Empapada de champán

Esta noche es de recuerdos

Este brindis por La Unión

Ahí estás Martíncorena

Escuchando esta canción

Continuando con sus recuerdos, menciona a "Los porteños ocupando el Liberaij" lo cual refiere a un hecho delictivo que sucedió en Montevideo en el año 1965 en el cual tres asaltantes argentinos (porteños) se atrincheraron en el edificio Liberaij. Asimismo menciona el barrio montevideano de La Unión y al famoso ladrón Mincho Martíncorena, quien vivió cerca del Club Atlético Basáñez donde a su vez entrenaba Mario Benítez.

Me voy

Como se han ido tantos

Que el recuerdo disfrazó de santos

Y su historia se ha vuelto ilusión

Descubro

El dejo de amargura

Que ni la mejor partitura

Le pudo marcar a mi voz

Se van

Como se han ido tantos

Carnaval les regaló su manto

Su estampa se vuelve canción

Se han ido

Soplando candilejas

Esta noche no tengo ni quejas

Sin embargo el que llora soy yo

No se acuerdan de la Bruta

Con Pianito en su lugar

No me olvido más del Ñato

Imitando a Dogomar

Esta noche es de recuerdos

Este brindis por Pierrot

Quedan pocos Sabaleros

Aguantando el mostrador

El personaje interroga refiriéndose a "La Bruta", nombre con el cual es conocida la murga Araca la Cana y a su director escénico Cipriano "Pianito" Castro. También menciona al "Ñato" Nelson Enrique, boxeador de peso pluma que imitaba a Dogomar Martínez, un famoso boxeador que había oficiado de guardaespaldas del presidente Jorge Pacheco Areco.

Te estoy viendo a vos Benítez

En las páginas del Ring

Ni que hablar de un Picho López

Recostado en un casín

Esta noche es de recuerdos

Este brindis por Zelmar

No lo vieron a Molina

Que no pisa más el bar

El personaje menciona a Picho López, el cual en realidad es uno de los músicos de la murga Falta y Resto, y a Zelmar Michelini, un senador uruguayo asesinado en Buenos Aires en 1976 en el marco del Plan Cóndor. También hace referencia al "casín", nombre por el que se conoce en Uruguay al billar francés de 5 quillas, muy popular en la primera mitad del siglo XX.

Me voy

Me voy me vivo yendo

Esta noche me hizo vista el tiempo

En las copas me dieron changüí

Me llevo

Como un capricho burdo

La esperanza escondida en el zurdo

Que el Diablo se apiade de mí

En esta estrofa el personaje manifiesta su cercanía con la muerte aunque en esta noche se le dio una tregua "en las copas me dieron changüí" y alberga la esperanza en su corazón ("el zurdo") de que el diablo se apiade de él.

Se van

Se van se siguen yendo

Cuesta abajo los sacude el viento

Como hojas de un sueño otoñal

Levanto

Mi vaso por las dudas

A veces la suerte me ayuda

Nadie golpea al zaguán

La primera parte de esta estrofa es cantada por la murga y ya no se refiere al personaje en particular, sino a todas las personas que comparten la condición de vivir de esa forma.

Oigan al payaso que canta

Cuántas penas en su garganta

Junto a su copa de licor

Solo

Esta noche no tengo ni tumba

Sin embargo el que canta soy yo

Miren al Pierrot callejero

De la noche fiel compañero

En su mejilla un lagrimón

Brilla

Le ha tocado pasarse la vida

A solas con su corazón

Esta estrofa es interpretada por la murga y hablando en tercera persona del personaje, lo comparan con un Pierrot callejero mencionando su soledad y su vida bohemia.

Te largan a la cancha sin preguntarte si querés entrar.

Por si fuera poco, de golero; toda una vida tapando agujeros.

Y si en una de esas salís bueno, se tiran al suelo y te cobran penal

Esta estrofa es recitada por el cantante, en la que expresa su sentimiento respecto a las injusticias de la vida.

Oigan al payaso que canta

Cuántas penas en su garganta

Junto a su copa de licor

Solo

Esta noche no luce su ropa

Sin embargo le llaman Pierrot

Miren al Pierrot callejero...

No sentiste, Viruta a los muchachos? Dicen que ando solo, qué saben ellos...

Ellos no saben que siempre al lado mío está el niño Calatrava,

Raviol, que se nos fue hace poco.

A solas sí... a solas pero viviendo la vida, gozándola...

Sobre el final de la canción se menciona al "Niño Calatrava", un personaje del grupo de humoristas de carnaval La escuelita del crimen. Este personaje era interpretado por Jaime Urrutia quien había fallecido tiempo antes de editar la canción.

Oigan al payaso que canta...

## Video musical
Fue creado un video musical para esta canción en la cual el cantante "Canario" Luna interpreta al borracho que llega al bar y es saludado por todos como un cliente habitual. Los integrantes de la murga Falta y Resto figuran como otros clientes del lugar y el autor de la canción, Jaime Roos, oficia alternativamente como mozo que atiende el mostrador del bar y como integrante de la murga. En el video también pueden verse a Edu "Pitufo" Lombardo y Bananita González.
Fue filmada en el Club Congreso y participaron todos los músicos que estuvieron en la grabación. Fue estrenado en el especial de Navidad del año 1985 de Telecataplum, un show que se transmitía por el Canal 12 (Teledoce) de Montevideo.

## Grabaciones e intérpretes
La grabación original interpretada por el "Canario" Luna y la murga Falta y Resto se lanzó en el año 1985 y posteriormente en la mayoría de las recopilaciones de grandes éxitos de Jaime Roos. Asimismo la canción ha sido interpretada por la Sonora Borinquen con ritmo de música tropical y Susana Rinaldi en forma de tango.
- Brindis por Pierrot (Jaime Roos. Orfeo SCO 90787 y SULP 90787 en casete y vinilo respectivamente. 1985)
- Identidad (Carlos Goberna y su Sonora Borinquen. Sondor 44446 en vinilo. 1987)
- La voz del tango (Susana Rinaldi)